# 燕成公
燕成公（？—前439年），中國戰國時期的燕國君主，继燕孝公之位，按《竹書紀年》，成公原名載。在位十六年，燕閔公即位。
| 前任： 燕孝公 | 燕國君主 前454年—前439年 | 繼任： 燕閔公 |